# Yamazaki Makoto
Makoto Yamazaki (sinh ngày 31 tháng 10 năm 1970) là một cầu thủ bóng đá người Nhật Bản.

## Sự nghiệp câu lạc bộ
Makoto Yamazaki đã từng chơi cho Urawa Reds, Tokyo Gas và Mito HollyHock.